# الوفاق
الوفاق روزنامه عربی‌زبان چاپ تهران است که مؤسسه فرهنگی مطبوعاتی ایران آن را منتشر می‌کند. مخاطب این روزنامه که از ۲ مرداد ۱۳۷۶ منتشر می‌شود، جهان عرب و کشورهای اسلامی هستند و در ایران مورد توجه دیپلمات‌های عرب‌زبان است.

صفحه نخست روزنامه الوفاق از اولین شماره این روزنامه در تاریخ مرداد ماه